# Diócesis de Rarotonga
La diócesis de Rarotonga (en latín: Dioecesis Rarotongana y en inglés: Roman Catholic Diocese of Rarotonga) es una circunscripción eclesiástica de la Iglesia católica en las Islas Cook. Se trata de una diócesis latina, sufragánea de la arquidiócesis de Suva. Desde el 29 de junio de 2024 su obispo es Reynaldo Bunyi Getalado, de la Sociedad Misionera de Filipinas.

## Territorio y organización
La diócesis tiene 234 km² y extiende su jurisdicción sobre los fieles católicos de rito latino residentes en todo el territorio de las Islas Cook, un estado asociado a Nueva Zelanda.
La sede de la diócesis se encuentra en la ciudad de Avarua, ubicada en la la isla de Rarotonga, en donde se halla la Catedral de San José.
En 2022 en la diócesis existían 15 parroquias.

## Historia
La prefectura apostólica de Cook y Manihiki fue erigida el 27 de noviembre de 1922 separando territorio del vicariato apostólico de Tahití (hoy arquidiócesis de Papeete).
El 11 de agosto de 1926 asumió el nombre de prefectura apostólica de las Islas Cook mediante el breve Quae catholico del papa Pío XI.
El 12 de febrero de 1948 la prefectura apostólica fue elevada a vicariato apostólico mediante la bula Congruum sane del papa Pío XII.
El 21 de junio de 1966, mediante la bula Prophetarum voces del papa Pablo VI, el vicariato apostólico fue elevado a diócesis y tomó su nombre actual.
El 13 de mayo de 1972 incorporó la isla de Niue transferida desde la diócesis de Tonga mediante el decreto Cum ad bonum de la Congregación para la Evangelización de los Pueblos. Sin embargo, el decreto fue revertido posteriormente.
Originalmente sufragánea de la arquidiócesis de Wellington, el 1 de julio de 1972 mediante el decreto Quo eificacius de la Congregación para la Evangelización de los Pueblos, pasó a formar parte de la provincia eclesiástica de la arquidiócesis de Suva.

## Estadísticas
Según el Anuario Pontificio 2023 la diócesis tenía a fines de 2022 un total de 2574 fieles bautizados.
| Año                                                                             | Población            | Población | Población      | Sacerdotes | Sacerdotes    | Sacerdotes    | Bautizados por sacerdote | Diáconos permanentes | Religiosos | Religiosos | Parroquias |
| Año                                                                             | Bautizados católicos | Total     | % de católicos | Total      | Clero secular | Clero regular | Bautizados por sacerdote | Diáconos permanentes | Varones    | Mujeres    | Parroquias |
| ------------------------------------------------------------------------------- | -------------------- | --------- | -------------- | ---------- | ------------- | ------------- | ------------------------ | -------------------- | ---------- | ---------- | ---------- |
| 1969                                                                            | 2260                 | 19 247    | 11.7           | 14         | 1             | 13            | 161                      |                      | 13         | 7          | 4          |
| 1980                                                                            | 2801                 | 26 000    | 10.8           | 14         | 4             | 10            | 200                      |                      | 13         | 14         | 12         |
| 1990                                                                            | 2710                 | 19 650    | 13.8           | 11         | 3             | 8             | 246                      |                      | 12         | 10         | 15         |
| 1999                                                                            | 3356                 | 17 550    | 19.1           | 7          | 3             | 4             | 479                      |                      | 9          | 6          | 15         |
| 2000                                                                            | 3360                 | 17 500    | 19.2           | 7          | 2             | 5             | 480                      |                      | 10         | 6          | 15         |
| 2001                                                                            | 3140                 | 15 100    | 20.8           | 7          | 1             | 6             | 448                      |                      | 11         | 6          | 15         |
| 2002                                                                            | 2396                 | 14 900    | 16.1           | 7          | 1             | 6             | 342                      |                      | 10         | 6          | 15         |
| 2003                                                                            | 3090                 | 18 027    | 17.1           | 7          | 1             | 6             | 441                      |                      | 9          | 4          | 15         |
| 2004                                                                            | 2519                 | 14 990    | 16.8           | 6          |               | 6             | 419                      |                      | 10         | 3          | 15         |
| 2010                                                                            | 3089                 | 12 320    | 25.1           | 9          | 4             | 5             | 343                      |                      | 8          | 9          | 15         |
| 2014                                                                            | 2357                 | 14 450    | 16.3           | 7          | 2             | 5             | 336                      |                      | 5          | 9          | 15         |
| 2017                                                                            | 2255                 | 11 885    | 19.0           | 9          | 4             | 5             | 250                      |                      | 5          | 3          | 15         |
| 2020                                                                            | 2341                 | 14 137    | 16.6           | 5          | 1             | 4             | 468                      |                      | 4          | 3          | 15         |
| 2022                                                                            | 2574                 | 14 802    | 17.4           | 4          | 1             | 3             | 643                      |                      | 3          | 4          | 15         |
| Fuente: Catholic-Hierarchy, que a su vez toma los datos del Anuario Pontificio. |                      |           |                |            |               |               |                          |                      |            |            |            |

## Episcopologio
- p. Bernardin Castanié, C.I.M. † (1 de febrero de 1923-11 de mayo de 1939 falleció)
- John David Hubaldus Lehman, C.I.M. † (30 de junio de 1939-24 de abril de 1959 renunció)
- Hendrick Joseph Cornelius Maria de Cocq, SS.CC. † (10 de febrero de 1964-28 de abril de 1971 renunció)
- John Hubert Macey Rodgers, S.M. † (1 de marzo de 1973-21 de marzo de 1977 nombrado obispo auxiliar de Auckland[nota 1])
- Denis George Browne (21 de marzo de 1977-6 de junio de 1983 nombrado obispo de Auckland)
- Robin Walsh Leamy, S.M. † (9 de enero de 1984-8 de noviembre de 1996 renunció)
- Stuart France O'Connell, S.M. † (8 de noviembre de 1996-11 de abril de 2011 retirado)
- Paul Donoghue, S.M., (11 de abril de 2011-29 de junio de 2024 retirado)
- Reynaldo Bunyi Getalado, M.S.P., por sucesión el 29 de junio de 2024